# Nellie Bly
Pour les articles homonymes, voir Bly et Cochrane.
Ne doit pas être confondu avec Nellie Bly Baker.
Elizabeth Jane Cochrane, dite Nellie Bly, née le 5 mai 1864 à Cochran's Mills dans le comté d'Armstrong en Pennsylvanie et morte le 27 janvier 1922 à New York, est une journaliste américaine.
Pionnière du reportage clandestin, une forme de journalisme d'investigation, et de l'émancipation féminine, elle a réalisé, seule, un tour du monde en 72 jours entre la fin de l’année 1889 et le début de 1890. Elle est considérée comme l'inventrice de ce qu'on a appelé dans les années 1960 le journalisme gonzo  : un journalisme subjectif, écrit à la première personne, grâce à une infiltration dans un milieu donné.

## Biographie

### Enfance et débuts
Elizabeth Cochrane perd son père, Michael Cochran, juge, à l'âge de six ans. Il avait épousé sa mère Mary Jane en secondes noces (celle-ci se remaria pour divorcer peu après et eut cinq enfants). Cependant, M. Cochran ne laisse pas de testament et Nellie n’a pas accès à sa fortune. Destinée à devenir demoiselle de compagnie ou gouvernante, elle s'y refuse. Elle est douée, écrit des poèmes et des récits dès l'âge de seize ans. Elle entre à l’Indiana Normal School pour devenir enseignante, mais faute d’argent pour payer ses études, elle abandonne. En 1880, elle part pour Pittsburgh chercher du travail.
En réaction à un article sexiste du journal Pittsburgh Dispatch (« Ce à quoi sont bonnes les jeunes filles »), elle écrit au rédacteur en chef George Madden une lettre virulente signée « L’orpheline solitaire ». La lettre, incisive et particulièrement bien tournée, lui vaut une réponse de George Madden qui lui offre un poste si elle écrit un article qui montrerait son talent. Quelques jours plus tard, elle lui apporte un article consacré à la famille, au divorce et aux enfants. Elle est engagée et c'est George Madden qui lui donne son pseudonyme, Nellie Bly, d'après une chanson très connue de Stephen Foster, pour protéger sa famille des critiques.

### Pionnière du journalisme d'investigation

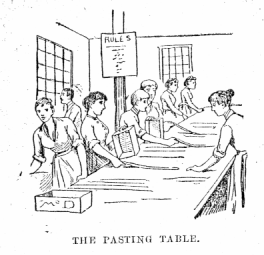
Nellie Bly infiltrée dans une usine.

Le premier reportage confié à Nellie Bly, en 1880, concerne une fabrique de conserves. Elle raconte alors la vie des ouvrières et leurs conditions de travail très difficiles, dans le froid, la saleté et le danger. Ce reportage est accompagné de photographies, et fait exploser les ventes du Pittsburgh Dispatch. Elle a alors rapidement le libre choix de ses articles et se concentre essentiellement sur les conditions de vie du monde ouvrier.
Les industriels de la région s'insurgent et mettent sous pression le journal. George Madden demande à la jeune femme de ne plus s'occuper que des rubriques théâtrales et artistiques. Mais elle finit par le convaincre de revenir à son thème de prédilection : le monde ouvrier. Elle se fait alors embaucher dans une tréfilerie pour écrire un article « de l'intérieur ». C'est le premier reportage du genre, prémices du journalisme d'immersion et d'investigation. Le reportage fait sensation mais Nellie Bly est forcée par les industriels à revenir aux rubriques théâtrales.
En 1886, elle part en voyage avec sa mère au Mexique et visite El Paso, Mexico, Guadalupe et Veracruz, fournissant au journal des articles sur les mœurs et coutumes, la vie culturelle et artistique, la politique du pays. Elle note aussi précisément que possible ses observations car elle découvre surtout que les Américains ont une image fausse des Mexicains, mais en plus de la vie quotidienne et de la culture, elle fait également une description sévère des mœurs publiques. Elle se fait expulser du Mexique. Elle en tire son premier livre, Six Months in Mexico (1888), dédié à Madden.

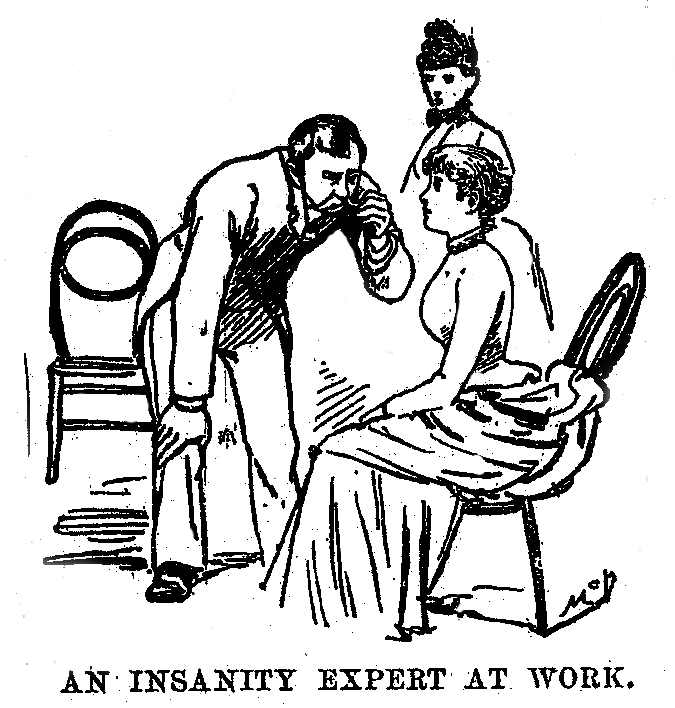
Nellie Bly infiltrée dans un hôpital psychiatrique.

Elle quitte le Dispatch en 1887 et se rend à New York (mai 1887), où elle pose sa candidature au New York Tribune, au New York Times et surtout au journal à sensation, le New York World de Joseph Pulitzer, qui la recrute après qu'elle a semé le trouble dans les locaux. Pulitzer lui promet alors un contrat si elle parvient à s'infiltrer dans un asile. Elle accepte. Sa première tâche consiste ainsi à écrire un article au sujet d'un asile de fous pour femmes, le Blackwell's Island Hospital à Roosevelt Island. Elle se fait passer pour malade et s'invente des problèmes psychiatriques afin d'y être internée. Après une nuit d'entraînement, l’illusion est parfaite : tous les médecins la déclarent folle et se prononcent pour son internement. Elle reste dix jours dans l'hôpital. Le reportage fait la une de toute la presse et fait scandale en dévoilant les conditions épouvantables des patientes et les horreurs des méthodes utilisées (nourriture avariée, eau souillée, bâtiments infestés). Il amène un changement radical des pratiques. Elle publie son aventure sous le pseudonyme de L. Munro : Ten Days in a Mad-House (1887). Ce mode de journalisme, le reportage clandestin, devient sa spécialité.
En 1887, John Albert Cockerill, administrateur du New York World, lui demande d'écrire un article sur Edward Phelps. Elle se déguise et entre dans l'entourage du trafiquant. Phelps et plusieurs hommes politiques sont traduits en justice après le reportage, mais aucun n'est condamné.
En 1889, elle publie un roman, The Mystery of Central Park.
En novembre 1889, Julius Chambers (en) lui demande d'entreprendre un tour du monde sur les traces de Phileas Fogg, idée qu'elle avait émise à l'automne précédent.

### Le tour du monde en72 jours

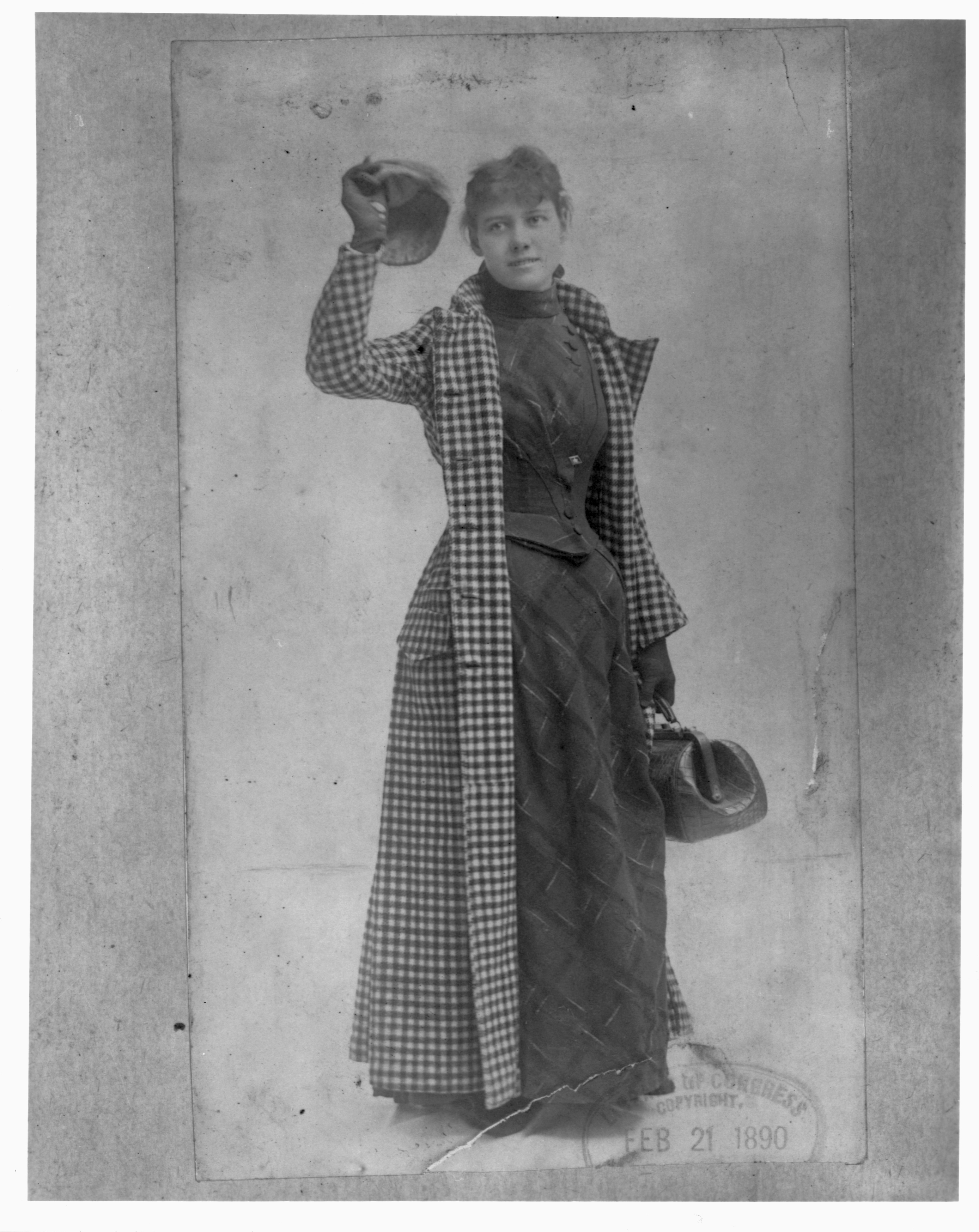
Nellie Bly lors de son périple en 1890.

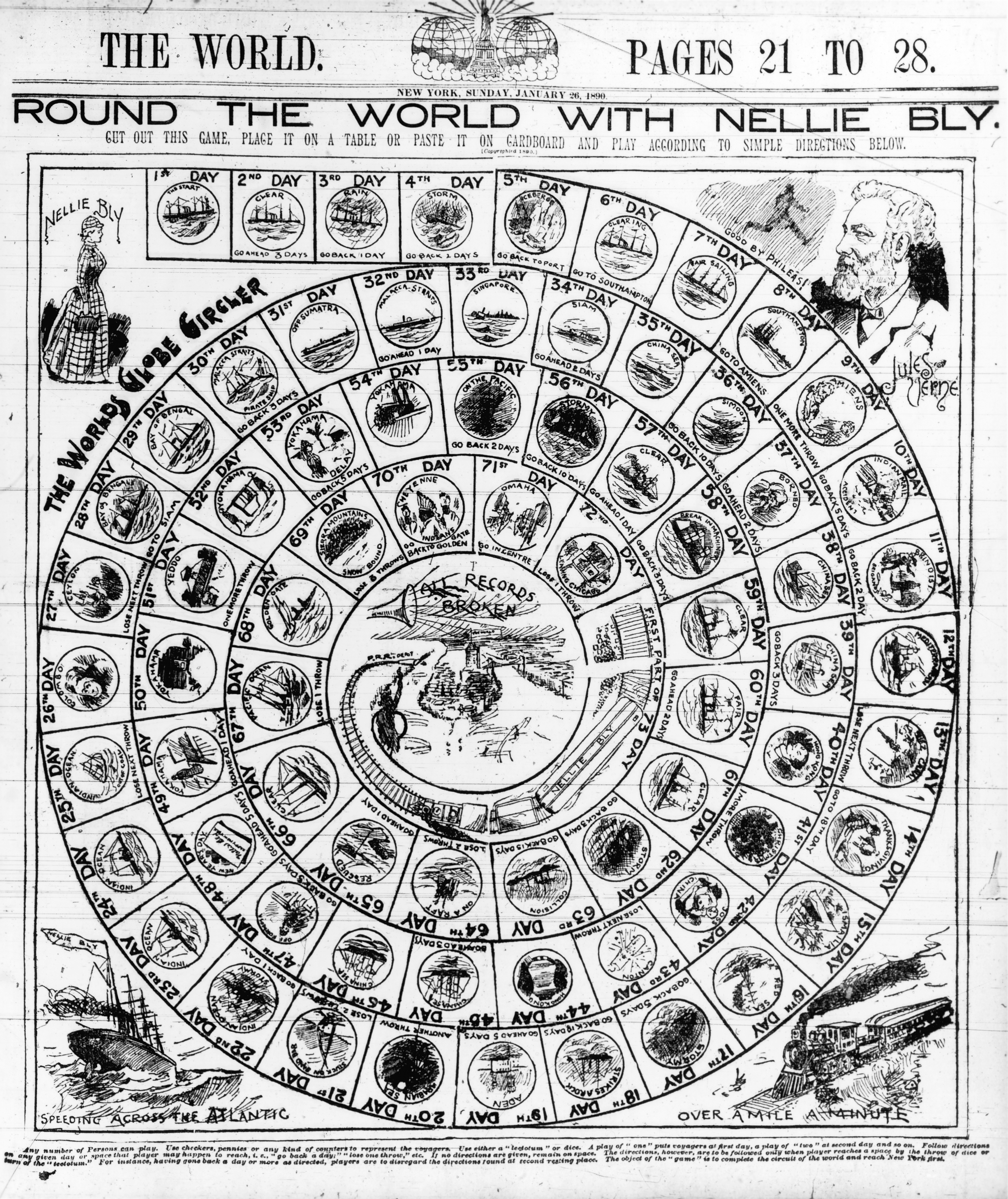
Jeu de l'oie retraçant le tour du monde de Nellie Bly, publié par le New York World en 1890.

En 1888, il vient à l'idée de Nellie Bly de faire le tour du globe pour battre Phileas Fogg, le héros du Tour du monde en quatre-vingts jours de Jules Verne. Mais le financier du New York World, George W. Turner, refuse de la soutenir, estimant qu'une femme est incapable d'un tel périple. Ce n'est donc qu'un an plus tard qu'elle entame son voyage de 40 070 kilomètres à Hoboken (New Jersey), le 14 novembre 1889, à 9 heures 40, pour le terminer le 25 janvier 1890. Ce voyage dure exactement 72 jours, 6 heures, 11 minutes et 14 secondes, le record de l'époque, battu quelques mois plus tard par l'excentrique George Francis Train.
Elle embarque ainsi à bord de l’Augusta Victoria de la Hamburg American Steamship Line, au port de Hoboken. Elle arrive à Southampton le 20 novembre et y est accueillie par le correspondant du New York World, Tracey Graves. Elle apprend de lui qu'une rencontre organisée par Robert Harborough Sherard, journaliste du New York World à Paris, est prévue avec Jules Verne à Amiens. Elle arrive en gare d'Amiens le 22 novembre à 16 heures et est accueillie avec enthousiasme par le célèbre écrivain accompagné de sa femme Honorine et de Sherard comme interprète. Jules Verne la trouve jeune, jolie, mince comme une allumette et d'une physionomie enfantine. Elle est reçue dans le bureau de Jules Verne puis rejoint rapidement son train de retour. Elle atteint Calais de justesse et prend le train pour Brindisi.
Après Suez, elle traverse la mer Rouge et arrive à Colombo le 14 décembre. Le 18 décembre, elle est à Singapour, où elle achète un petit singe. Les articles qu'elle envoie sur les lieux traversés obtiennent un succès prodigieux. Elle y étudie les mœurs et coutumes mais aussi l'extrême pauvreté rencontrée. Des paris, identiques à ceux imaginés par le romancier pour le voyage de Phileas Fogg, sont ouverts aux États-Unis.
À Hong Kong, Nellie Bly apprend qu'une autre journaliste, Elisabeth Bisland, a été envoyée par le Cosmopolitan Magazine pour la battre. Le 3 janvier 1890, elle arrive à Yokohama, où elle peut lire son interview avec Jules Verne, en japonais, et, le 7 janvier, embarque sur le rapide vapeur Oceanic de la White Star Line pour rejoindre San Francisco le 20 janvier.

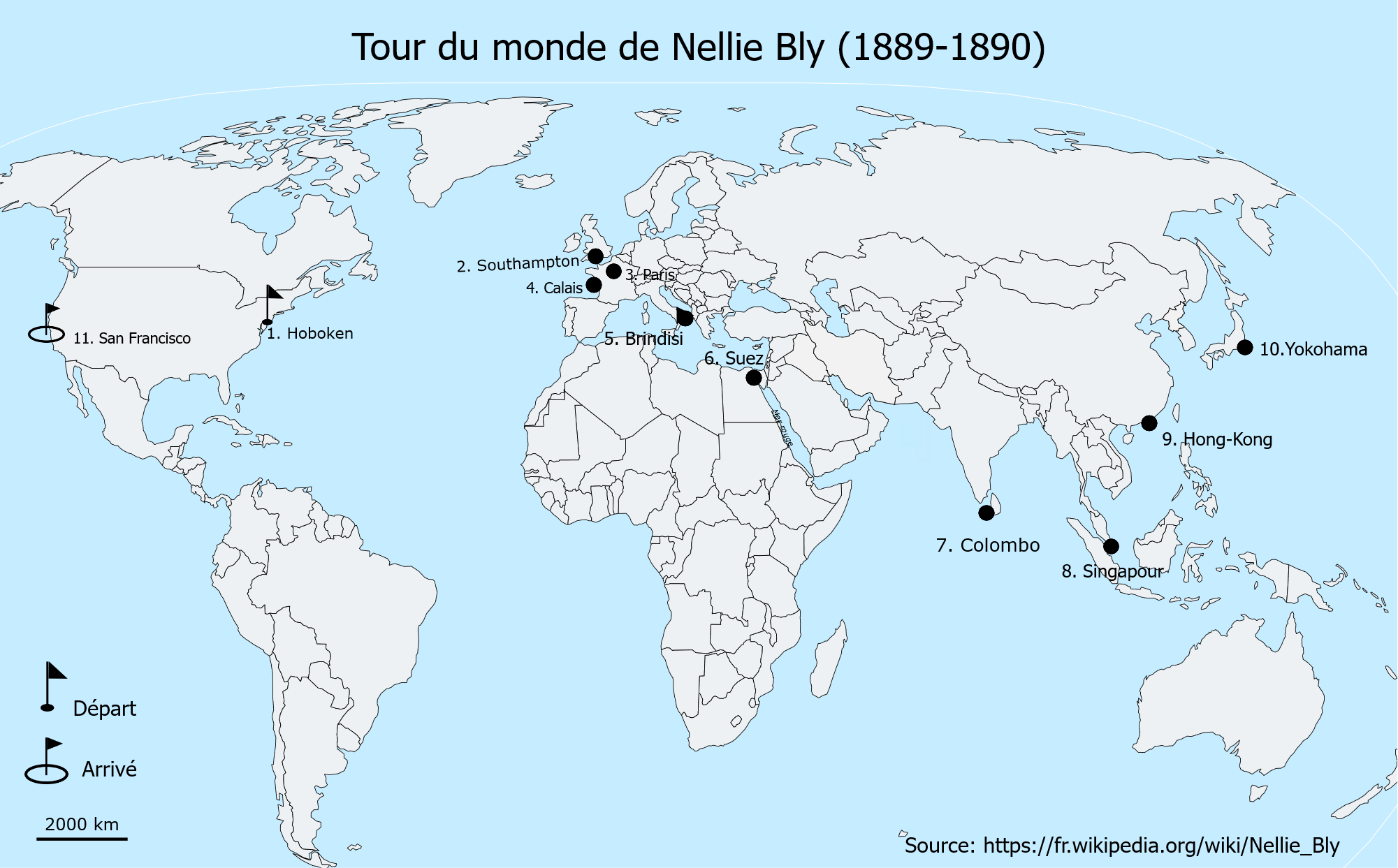
Tour du monde de Nellie Bly (1889-1890).

Pulitzer affrète ensuite des trains spéciaux pour son retour à travers les États-Unis. Elle arrive en gare de Jersey City le 25 janvier 1890 à 15 heures 51 après un périple de 72 jours, 6 heures, 11 minutes et 14 secondes. Ses premiers mots sont : « Je suis contente d'être de retour à la maison » (I am glad to be home again). Le jour même, Jules Verne reçoit une dépêche pour l'informer de la réussite du voyage. Il répond dans l’Écho de la Somme :
« 
Amiens, 25 janvier

Jamais douté du succès de Nellie Bly, son intrépidité le laissait prévoir.

Hourra ! Pour elle et pour le directeur du World !

Hourra ! Hourra !
 »
— Jules Verne
Le 26 janvier 1890, dès son arrivée, le New York World publie un jeu de l'oie en son honneur. Nellie Bly raconte son tour du monde dans le livre, devenu un classique de la littérature journalistique, Le Tour du monde en 72 jours.

### Dernières années

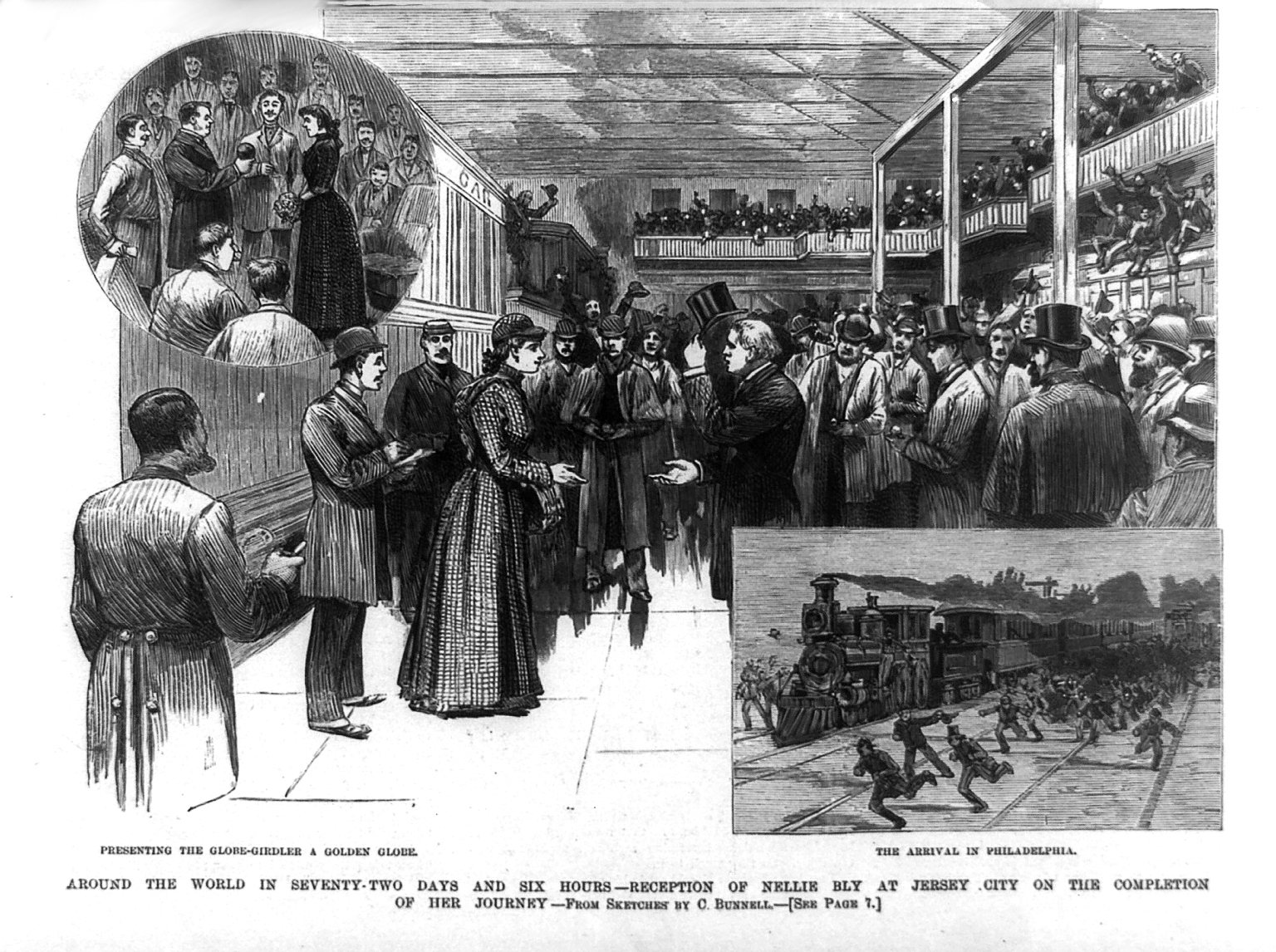
Réception d'arrivée à Jersey City.

Le 5 avril 1895, Nellie Bly épouse le millionnaire Robert Seaman, rencontré lors d'une réception à Chicago, et s'éloigne du journalisme. Après la mort de son mari en 1904, elle prend la direction de sa fabrique de bidons métalliques pour le lait. Elle finance le dépôt de brevet du bidon métallique de 55 gallons utilisé pour transporter le pétrole, inventé par Henry Wehrhahn (Brevet U.S. 808327 et 808413). Elle est aussi l'inventrice d'autres objets fabriqués par l'entreprise : un pot de lait (brevet US697553) et une poubelle empilable (brevet 703711).
Rare femme américaine à la tête d'une industrie de cette taille, elle y instaure de nombreuses réformes (salaire journalier, investissement dans des centres de loisirs, des bibliothèques pour les ouvriers, etc.). Son ignorance des affaires et les malversations de son directeur d'usine provoquent sa banqueroute.
Poursuivie par les créanciers, elle retourne au Royaume-Uni et prend contact avec le New York Evening Journal pour devenir correspondante de guerre lors de la Première Guerre mondiale, articles qu'elle publie sous le nom de Nellie Bly qu'elle avait abandonné au moment de son mariage. Après la guerre, de retour à New York, elle reprend ses articles sur le monde ouvrier, sur l'enfance, et œuvre pour le droit de vote des femmes.
À l'âge de 57 ans, elle meurt le 27 janvier 1922 d'une pneumonie au Saint Mark Hospital de New York. Elle est inhumée au cimetière de Woodlawn dans le Bronx. Le lendemain de sa mort paraît un article sur la meilleure journaliste d'Amérique.

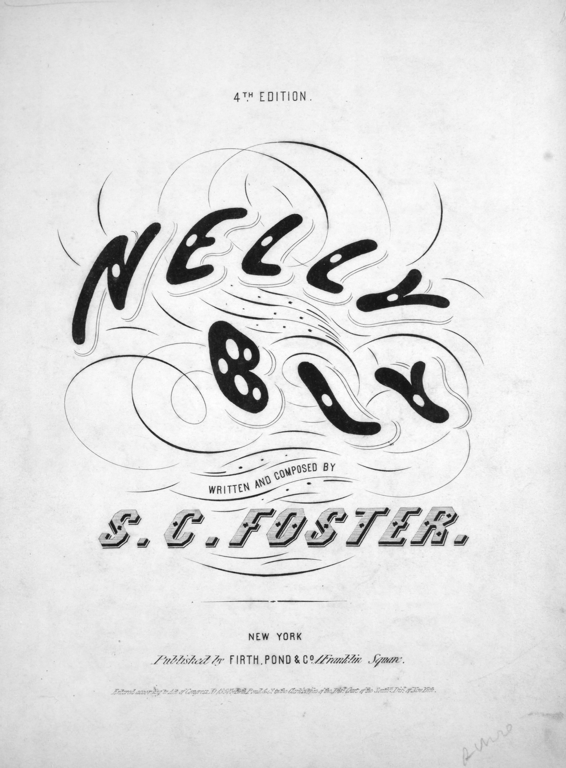
Nelly Bly, chanson de Stephen Foster.
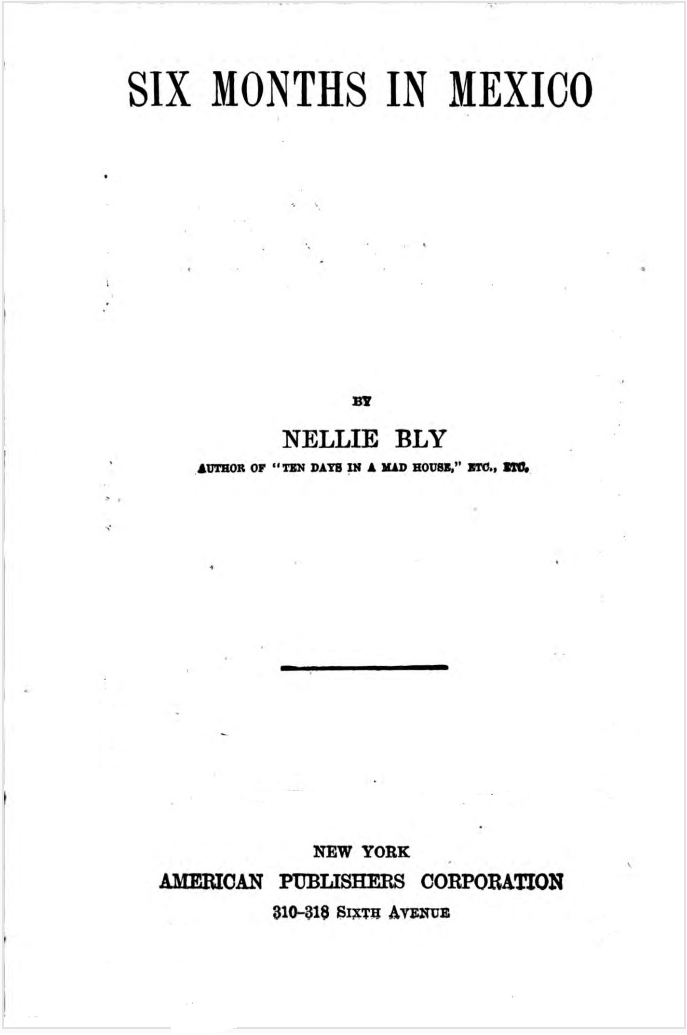
Six months in Mexico.
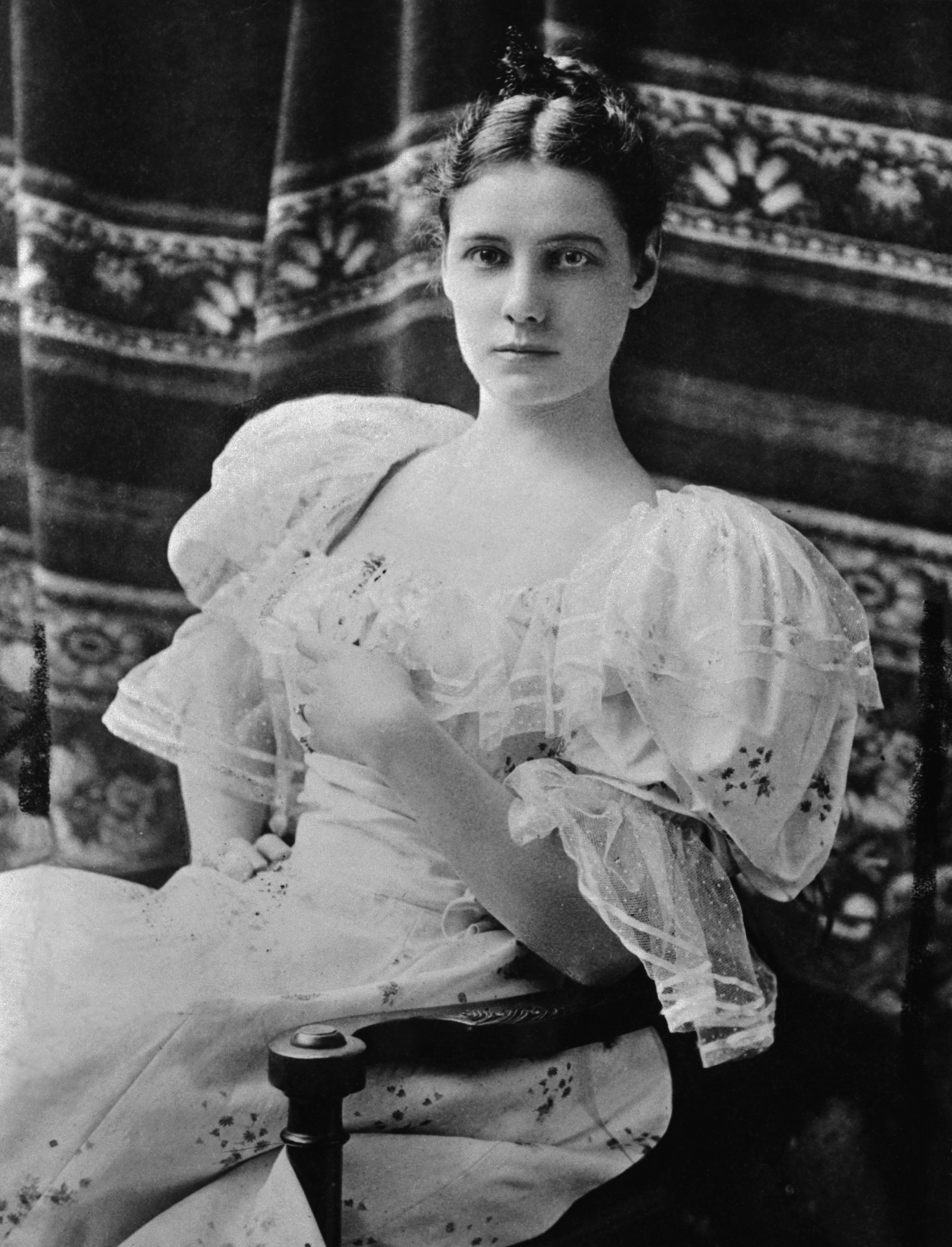
Nellie Bly durant son trajet au Mexique.
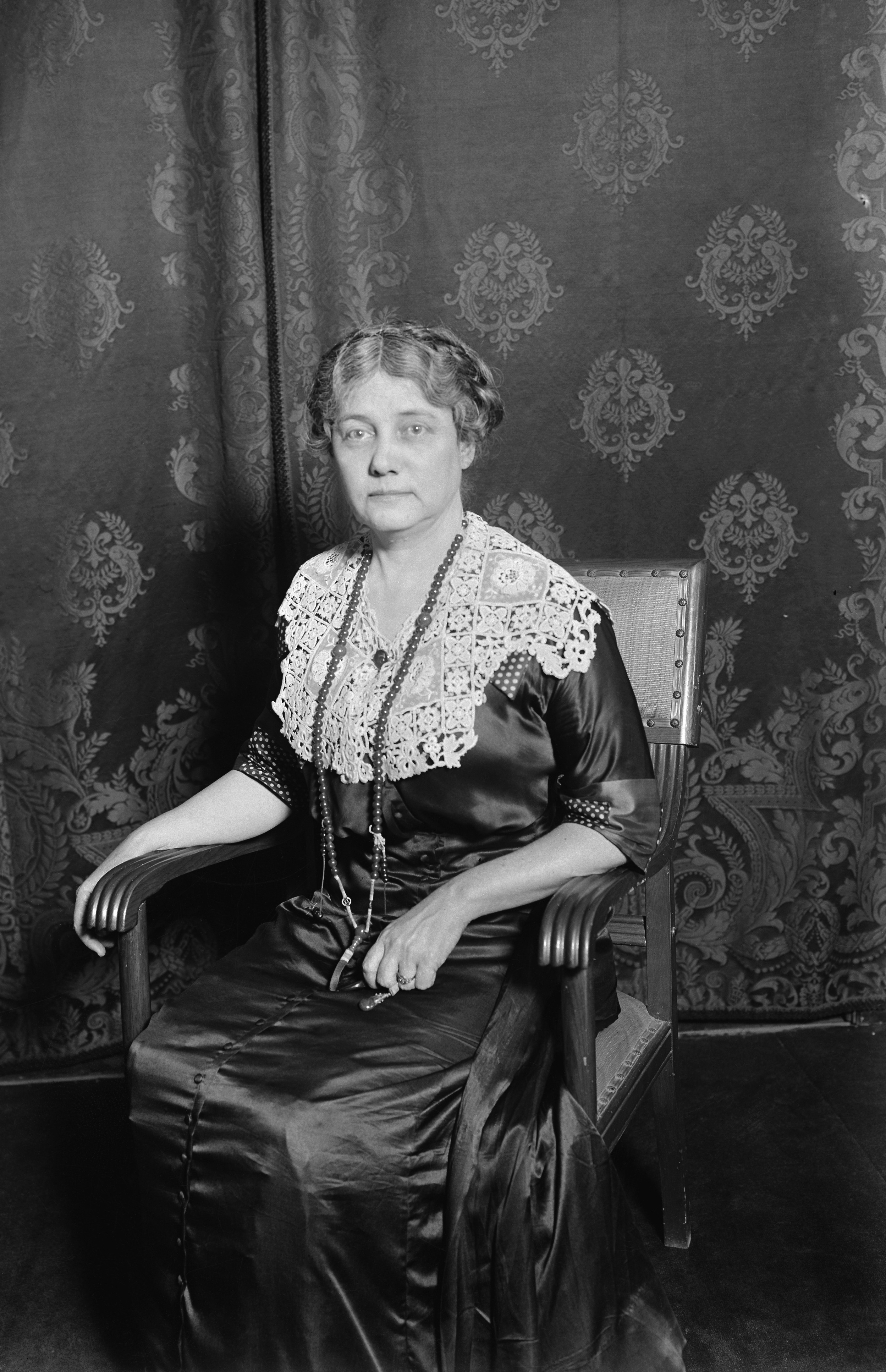
Nellie Bly vers 1922.
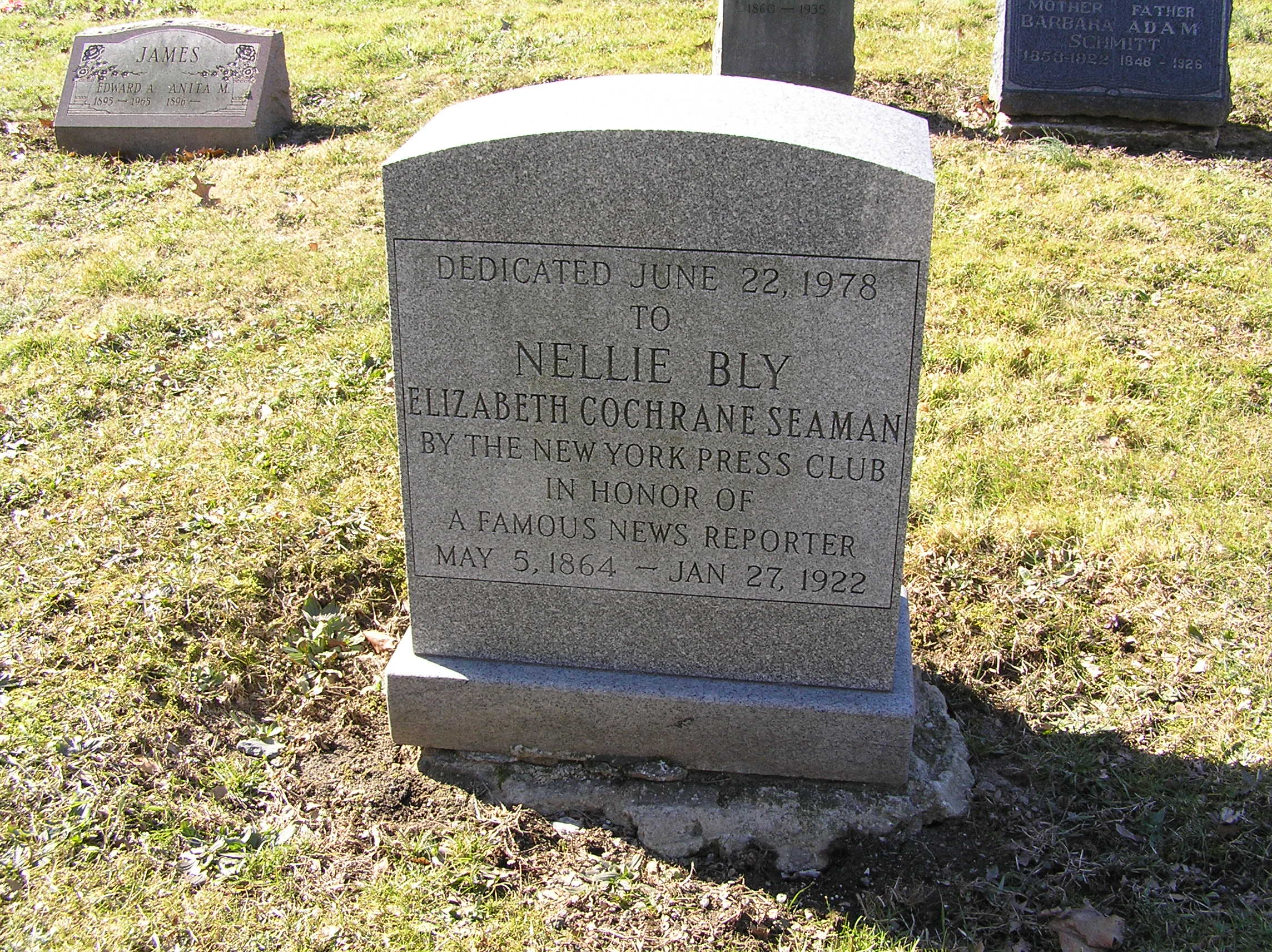
Tombe de Nellie Bly au cimetière de Woodlawn (Bronx, New York).

## Postérité

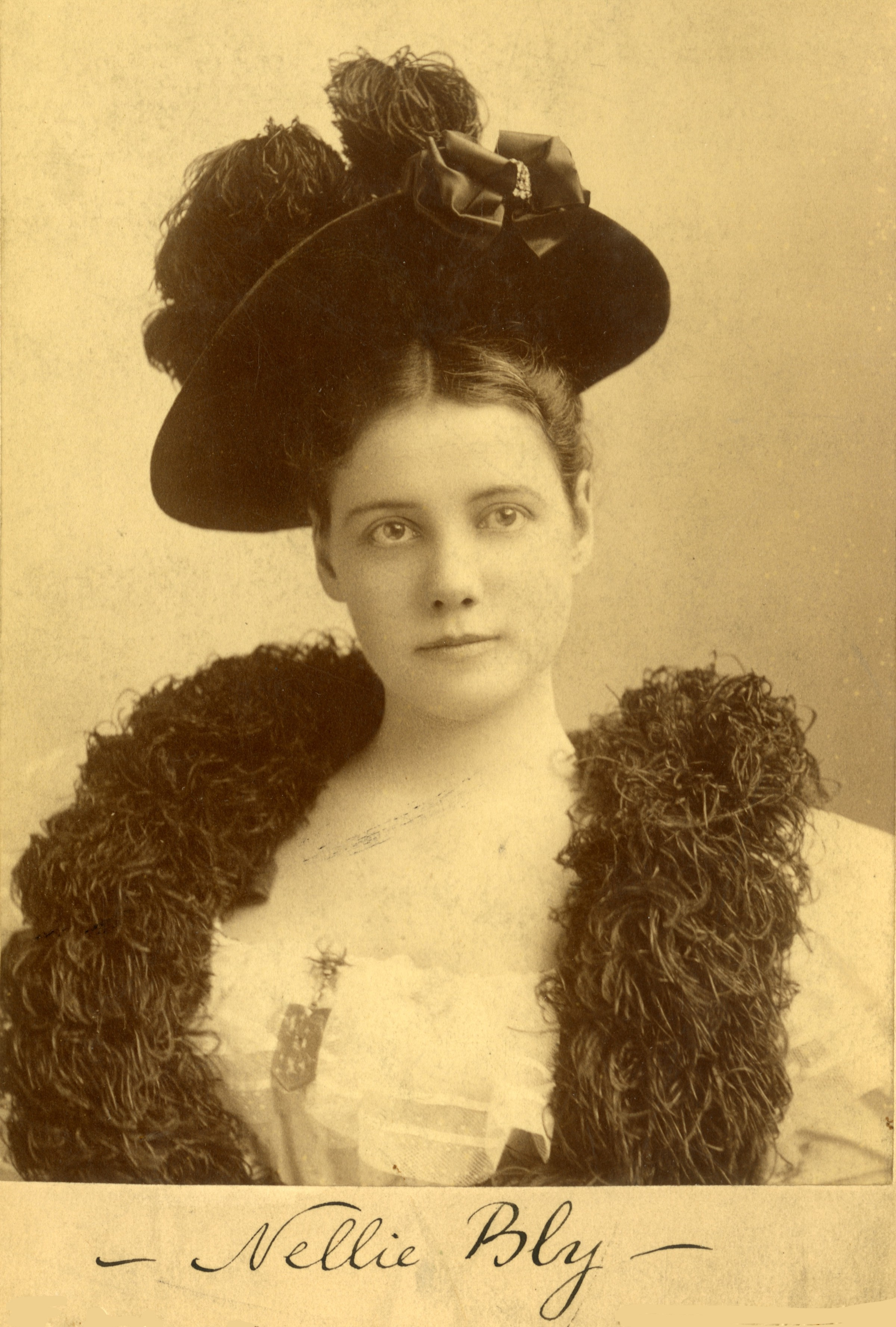
Nellie Bly vers 1890.

- Jules Verne, qui a rencontré Nellie Bly en 1890, la mentionne en 1892 dans son roman Claudius Bombarnac (chapitre VI)[21].
- À Brooklyn, un parc d'attractions ayant pour thème Le Tour du monde en quatre-vingts jours a été nommé en son honneur, ainsi qu'un train express qui circule entre New York et Atlantic City.
- En 1946, une comédie musicale sur sa vie est jouée à Broadway.
- En 1981, un téléfilm The Adventures of Nellie Bly lui est consacré.
- Un prix journalistique, le Nellie Bly Club Reporter, porte son nom. Il est décerné par le New York Press Club aux meilleurs travaux produits par de jeunes journalistes.
- En 1998, son nom est écrit au National Women's Hall of Fame.
- En 1999, une pièce en deux actes, Miss Phileas Fogg, écrite par Eddy Piron, est jouée à Loverval en Belgique.
- Le 14 septembre 2002, la poste américaine tire un timbre de 37 cents à son effigie[22].
- Le nom de Nellie Bly est aussi utilisé à de nombreuses reprises par la publicité pour des cigares, des vêtements, des produits pharmaceutiques et des objets divers.
- En 2013, un puzzle de trois cents pièces est édité par la Pomegranate Communications, Inc. à Petaluma (Californie).
- Le 5 mai 2015, Google lui rend hommage en créant un doodle retraçant sa vie au rythme d'un titre composé spécialement par Karen O du groupe Yeah Yeah Yeahs.
- Une adaptation cinématographique de son article 10 Days in a Madhouse (en) est sortie en 2015 aux États-Unis.
- En 2018, Nicola Attadio publie Dove nasce il vento: Vita di Nellie Bly, une biographie romancée de Nellie Bly. Celle-ci est traduite en français et publiée sous le nom Contre vents et marées, l’histoire extraordinaire de Nellie Bly par les Éditions du Portrait en 2025[23].
- Nellie Bly est l'un des 11 personnages jouables du jeu de rôle Abstract Aventures Steampunk, publié en mars 2020 par Les 12 Singes[24].

### Bandes dessinées
- Pénélope Bagieu, « Nellie Bly, journaliste », dans Culottées 2 - Des femmes qui ne font que ce qu'elles veulent, Gallimard, 2017 (ISBN 9782075079846).
- Sergio Algozzino (dessinateur), Luciana Cimino (scénario) et Marie Giudicelli (traduction), Nellie Bly, première journaliste d'investigation, Steinkis, juin 2020 (ISBN 978-2368464113)
- Nicolas Jarry (scénario), Guillaume Tavernier (dessin) et Guillaume Lopez (couleurs), Nellie Bly, Soleil, coll. « Pionnières », juillet 2020 (ISBN 9782302082540).
- Virginie Ollagnier (scénario) et Carole Maurel (dessin et couleurs), Nellie Bly, dans l'antre de la folie, Glénat, février 2021 (ISBN 978-2344033463).
- Julian Voloj (scénario) et Julie Rocheleau (dessin et couleurs), Globe-trotteuses, le tour du monde de Nellie Bly et Elizabeth Bisland, Dargaud, octobre 2024  (ISBN 9782205088731).